# 白臉針尾鴨
白臉針尾鴨（學名：Anas bahamensis）又名巴哈馬針尾鴨，是一種鑽水鴨，最早由瑞典生物學家卡爾·林奈於1758年在其著作《自然系統第十版》中描述發表。

## 外形

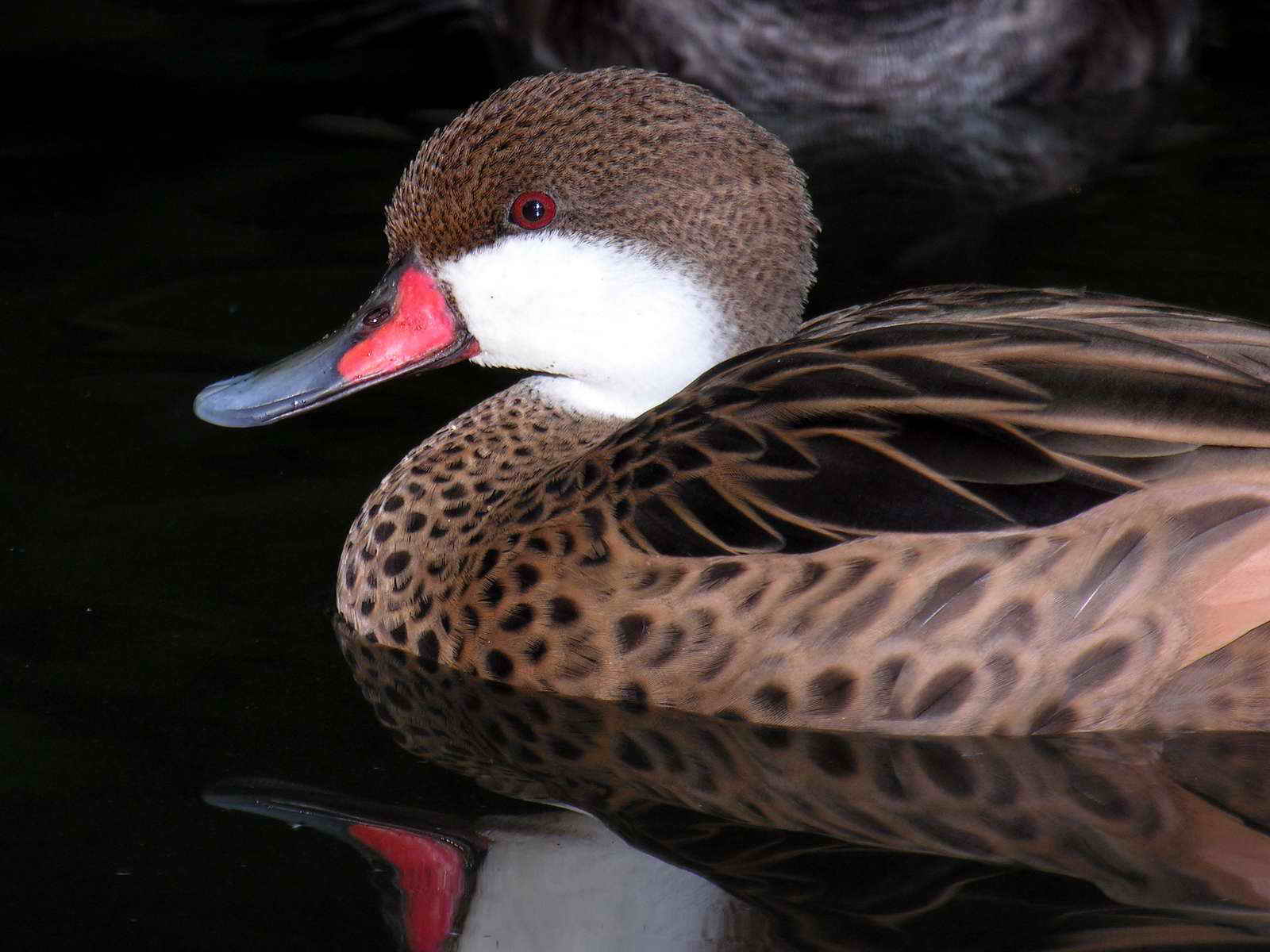
白臉針尾鴨

白臉針尾鴨體長為38-51公分，身體與頭頂為棕色，與臉部與喉部的白色呈鮮明對比是其特徵。喙的基部是紅色，其他部分則為灰色。雌雄鴨外表差異不大。因其特徵明顯，不易與其分布範圍內的其他種鴨混淆。

## 分類
白臉針尾鴨共有三個亞種：
- A. b. bahamensis（Linnaeus, 1758）[4]：指名亞種，分布於加勒比海島嶼和南美洲北部與巴西東北部的海岸[3]，也作為迷鳥出現在美國佛羅里達州南岸[5]。
- A. b. rubirostris（Vieillot, 1816）[4]：體型最大的亞種，分布於南美洲，也作為迷鳥出現在福克蘭群島[1]。可能有部分遷徙行為，在阿根廷等地產卵，並於較北處過冬。
- A. b. galapagensis（Ridgway, 1890）[4]：體型最小的亞種，頭頂棕色與臉部的白色區域間沒有明顯分界[5]。分布於加拉巴哥群島。

白臉針尾鴨一般被認為與赤嘴鴨關係密切，有人將兩者從鴨屬中另獨立成一屬Poecilonetta。2009年一項分子系統發生學研究以粒線體DNA序列分析鴨科各物種的親緣關係，發現在鴨屬中，白臉針尾鴨是尖尾鴨、赤嘴鴨與黃嘴針尾鴨的姊妹群。

## 生態
白臉針尾鴨分布於加勒比海島嶼、加拉巴哥群島與南美洲，通常棲息於鹹淡水湖（鹽度介於海水與淡水間的水域）、河口濕地與紅樹林沼澤中，在近水草叢中築巢。全年均可繁殖，一年可產5至12顆蛋，小鴨孵出所需天數尚未確定，但被認為與尖尾鴨相似，為22至24天。孵化後45至60天小鴨長出飛羽。只有雌鴨參與孵蛋與照護幼鴨的工作。白臉針尾鴨的天敵甚多，除了被人類獵捕外，老鼠、狗、笑鷗、黃頂夜鷺與蓝色陆地蟹都會攻擊其巢穴，其幼鴨甚至有被美洲牛蛙捕食的紀錄。

## 飼養

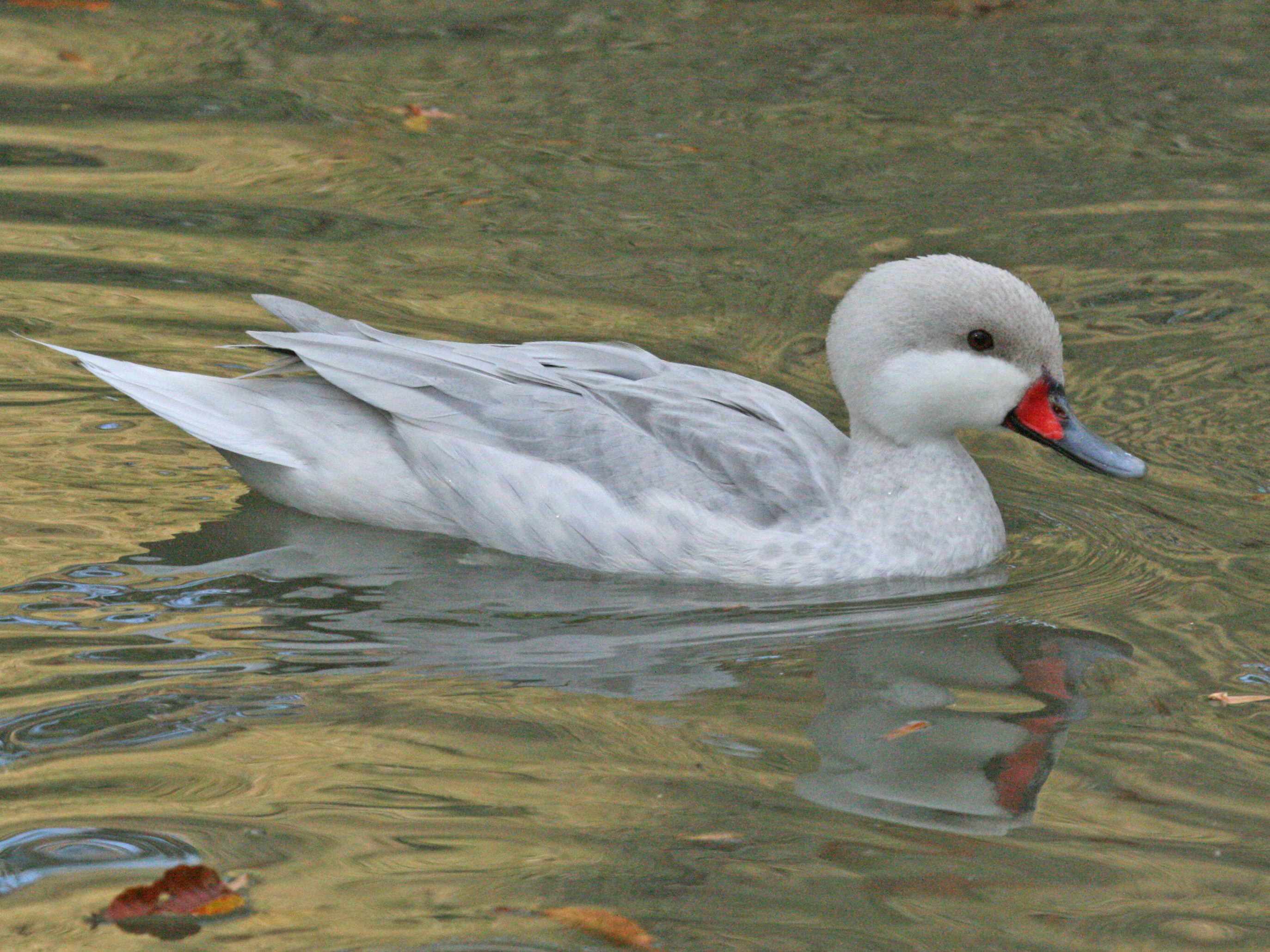
白臉針尾鴨的白化變種

白臉針尾鴨受養鳥人士歡迎，是一種常被飼養的水鳥。有些被飼養的個體逃脫後已在歐洲形成半野生的族群。養鳥界已培育出一種稱為巴哈馬銀針尾鴨（Silver Bahama pintail）的白化變種。